# Mamadis
Mamadis (oroszul: Мамадыш) város Oroszországban, Tatárföldön, a Mamadisi járás székhelye. 
Népessége: 14 435 fő (a 2010. évi népszámláláskor).

## Elhelyezkedése
A város a Vjatka alsó folyásának jobb partján helyezkedik el, az M7-es főút Kazany–Naberezsnije Cselni közötti szakasza mentén. Kazanytól 167 km-re keletre, Naberezsnije Cselnitől 87 km-re nyugatra fekszik. A legközelebbi vasútállomás 80 km-re délkeletre, Kukmorban van. A Mamadisi járás területe az elegyes (vegyes) erdők övében terül el.

## Története
Egy középkori történészre hivatkozó, 1910-ben orosz szerzőtől megjelent könyv szerint a városnév egy volgai bolgár személy nevéből ered, aki az 1391-ben feldúlt Bulgar városból érkezett és telepedett le itt, a Vjatkába ömlő Osma folyó torkolatánál. 
Miután 1552-ben az orosz sereg elfoglalta Kazanyt, a 16. század második felében megkezdődött az orosz települések kialakítása a Vjatka és a Káma alsó folyásán. A Mamadis szó orosz írott forrásokban a 16. század végétől jelenik meg. 1605-ben a térségben élőket elűzték, és a terület a szvijazsszki kolostoré lett. Hivatalosan 1613-ban alapították meg Troickoje-Mamadis néven a falut, mely 1764-ig (amikor II. Katalin rendelete az egyházat megfosztotta földbirtokaitól) a kolostor birtokaihoz tartozott. 1774-ben a Pugacsov-féle felkeléshez a helység lakosai is csatlakoztak, és a későbbi megtorló akció idején a falu leégett. 1781-ben Mamadis néven városi rangot kapott és ujezd székhelye lett. Ekkor épült a székesegyház is (1781–1783), melyet a szovjet korszakban, 1933-ban lebontottak, valamint a városháza, a város legrégibb épülete (1785), mely az 1853-as nagy tűzvész után is fennmaradt. Mamadis 1920-ban kanton székhelye, 1931-ben a kantont felváltó járás székhelye lett. 
1883-ban egy helyi kereskedő nagyobb szeszgyárat alapított, mely 1917-ig sikeresen működött. 1929-ben újból életre keltették, és ez lett a város legjelentősebb iparvállalata. Napjainkban is a tatárföldi gabonatermesztők jelentős felvásárlója. Márkás italokat bocsát ki, valamint melléktermékként száraz takarmányélesztőt állít elő.
A mai M7-es autóút tatárföldi szakasza lényegében az ősi kereskedelmi és postaútra épült. Ez a Kazany–Mamadis–Jelabuga–Menzelinszk útvonal teremtett kapcsolatot a Kazanyi Kánság és az Urál között; Mamadisnál volt az átkelőhely a Vjatkán. A mai várostól 5 km-re délre 1976-ban adták át a folyó vasbeton közúti hídját, melyet a 2010-es években teljesen felújítottak.

## Népessége
| Év   | Népesség |
| ---- | -------- |
| 1920 | 5900     |
| 1926 | 2972     |
| 1939 | 7700     |
| 1959 | 9023     |
| 1970 | 9663     |
| 1979 | 10 326   |
| 1989 | 11 835   |
| 2002 | 13 509   |
| 2010 | 14 435   |